# Juani Marcos
Juan Ignacio Marcos (Rosario, 6 de julio de 2000) es un baloncestista argentino con pasaporte italiano que se desempeña como base en el FC Barcelona de la Liga ACB.

## Trayectoria
Es un jugador formado en el Club El Coatí de Eldorado, Misiones, hasta su partida al Club Atlético Peñarol (Mar del Plata) con el que debutó en 2015 en la Liga Nacional de Básquet. 
En la temporada 2018-19 promedió 6.8 puntos, 2.0 asistencias, 2.2 rebotes y 22.5 minutos en cancha.
En julio de 2019 se confirmó su llegada al Barcelona con la intención de que se integrara en el Barça B de la Liga LEB Plata por dos temporadas.
En la temporada 2020-21, llega a la final de la LEB Plata pese a perder en la final contra Juaristi ISB.
En julio de 2021, el jugador firma por el Força Lleida Club Esportiu de la Liga LEB Oro, cedido por el FC Barcelona durante una temporada. Al finalizar la campaña, es cedido nuevamente para jugar otra temporada más con el Lleida.
El 14 de julio de 2023, se anuncia su incorporación al Bàsquet Girona de la Liga ACB, también cedido por el Barcelona.

## Internacional
Marcos fue integrante de los seleccionados juveniles de baloncesto de Argentina, disputando el Campeonato Sudamericano de Baloncesto Sub-17 de 2017, el Campeonato FIBA Américas Sub-18 de 2018 y el Campeonato Mundial de Baloncesto Sub-19 de 2019. Asimismo participó también del TBF International Tournament en 2016 y del torneo de baloncesto masculino de los Juegos Suramericanos de 2018, donde su equipo sub-18 consiguió la medalla de plata compitiendo contra selecciones absolutas.
Hizo su debut con la selección absoluta en febrero de 2024 ante Chile, en un partido correspondiente a la instancia de clasificación para la FIBA AmeriCup de 2025.